# 49108 Gouttesolard
49108 Gouttesolard este o planetă minoră (asteroid) din centura de asteroizi. A fost descoperită pe 16 septembrie 1998 la Caussols de OCA-DLR Asteroid Survey⁠(d). 
Obiectul prezintă o orbită caracterizată de o semiaxă mare de 2,5542004994524 UAi, o excentricitate de 0,19172034645436, o înclinație de 5,8312657564301 ° în raport cu ecliptica.